# 레프 톨스토이
레프 니콜라예비치 톨스토이 백작(러시아어: Граф Лев Никола́евич Толсто́й 듣기 (도움말·정보), 문자 개혁 이전: Левъ Николаевичъ Толстой, 영어: Leo Tolstoy, 문화어: 레브 똘스또이, 1828년 9월 9일 ~ 1910년 11월 20일)은 러시아의 소설가이자 시인, 개혁가, 사상가로 작위는 백작이다. 사실주의 문학의 대가였으며 세계에서 가장 위대한 작가 중 한 명으로 꼽힌다. 《전쟁과 평화》(1869년), 《안나 카레니나》(1877년)가 그의 대표적인 작품이다. 러시아 문학과 정치에 지대한 영향을 끼쳤다.

## 생애
톨스토이는 1828년 9월 9일에 러시아 남부 툴라 근처의 야스나야 폴랴나에서 태어났다. 니콜라이 일리치 톨스토이 백작과 마리야 톨스타야 백작부인의 넷째 아들로 태어나, 어려서 부모를 잃고 친척집에서 자랐다. 카잔 대학교 법학과에 다니다가 중퇴했는데 그 이유는 인간의 자유롭고 창의적인 생각을 억압하는 대학교 교육 방식에 실망을 느껴서라고 한다. 그는 부모의 유산 가운데 자신의 몫이 된 야스나야 폴랴나로 돌아간다. 영지에서 농노들을 대상으로 일종의 계몽 실험을 벌이던 톨스토이는 1848년에 다시 고향을 떠난다. 모스크바와 상트페테르부르크에서 그는 방탕한 생활에 빠져 빚을 많이 졌다.(급기야 1855년에는 도박 빚 때문에 야스야냐 폴랴나의 저택을 매각하고 말았다.) 그러다 1910년 11월 7일,그는 어느 간이역에서 "진리를 영원히 사랑한다...."라는 말을 남기고 죽었다.
젊은 시절의 톨스토이는 이상주의자인 동시에 쾌락주의자였다.
표도르 도스토옙스키와 함께 19세기 러시아 문학을 대표하는 대문호이다. 톨스토이의 주요 작품으로는 《전쟁과 평화》, 《안나 카레니나》, 《부활》 등의 장편 소설과 《이반 일리치의 죽음》, 《바보 이반》 등의 중편 소설이 잘 알려져 있다.

## 작품세계

### 리얼리즘
톨스토이는 ‘인간의 심리 분석’과 ‘개인과 역사 사이의 모순 분석’을 통하여 최상의 리얼리즘을 성취해 냈다. 이 작가는 일상의 형식적인 것을 부정하고 인간의 거짓, 허위, 가식, 기만을 벗겨내고자 했다. “톨스토이 이전에는 진정한 농민의 모습이란 없었다”는 레닌의 말처럼, 톨스토이는 러시아 제국에서 혁명이 준비되고 있던 시기를 적확(的確)하게 묘사하면서, 그의 문학과 사상을 사회혁명에 용해시켰다. 나아가서 전 인류의 예술적 발전을 한 걸음 진전시키는 데 그의 문학과 사상이 큰 역할을 담당했다.

### 두 개의 톨스토이
톨스토이의 작품에는 ‘삶을 사랑하는 톨스토이’와 ‘청교도적 설교자로서의 톨스토이’라는 ‘두 얼굴의 톨스토이’가 있다. 톨스토이의 세계에서는 두 얼굴을 가진 분열된 자아가 계속해서 서로 싸운다. 후기로 갈수록 톨스토이는 ‘삶을 사랑하는 시인’에서 ‘인생의 교사’이자 ‘삶의 재판관’이 되기를 갈망했다. 하지만 그에게는 두 얼굴을 가진 분열된 자아가 계속해서 서로 싸우는 그의 세계를 이원론적으로만 볼 수도 있지만, 주제적으로 긴밀하게 얽혀 있는 전일성이 드러난 세계로도 파악할 수 있다. 다시 말해 작가·사상가로서 톨스토이를 이분법적 사고로 나누지 말고, 영적인 탐구심에 기초한 도덕적 태도의 통일성에 기초해서 그를 전체적으로 조망하고, 그의 창작 세계의 전일성을 인식할 필요가 있다.

### 구원
톨스토이는 삶과 죽음, 육체와 정신, 사랑과 진리에 대한 관념들을 일반적·보편적 형상으로 표현하려고 노력했다. 그리고 그는 예술가이자 인생의 교사로서 이런 관념들에 대한 해답을 인류에게 제시하고자 노력했다. 이러한 톨스토이의 예술 세계에서는 자족적 관념이 만들어내는 자기 완결적 순환 구조를 어렵지 않게 읽어낼 수 있다. 톨스토이는 자신의 관념을 통하여 그리고 그 관념의 실천을 통하여 절대적 자각자로서의 자기완성에 이르고자 하고, 자기 구원과 인간 구원에 도달하고자 했다.

## 활동

### 비판적 지식인
그 자신은 백작의 지위를 가진 귀족이었으나, 《바보이반》, 《사람은 무엇으로 사는가》 등의 집필을 통해 러시아 귀족들이 너무 많은 재산을 갖고 있기 때문에 대다수의 민중들이 가난하게 살고 있음을 비판하는 문학 활동을 하여, 러시아 귀족들의 압력으로《참회록》과 《그렇다면 우리는 무엇을 할 것인가?》의 출판 금지를 당했다. 하지만 독자들은 필사본이나 등사본으로 책을 만들어서 몰래 읽었고, 유럽, 미국, 아시아에 있는 출판사들이 그의 작품을 출판하여 외국에서는 그의 작품이 유명한 베스트셀러가 되었다. 민중들에게 무관심한 교회(러시아 정교회)를 비판하여 교회로부터 미움을 받고 1901년 러시아 정교회의 교리감독기관인 종무원으로부터 파문당했을 정도로 톨스토이는 교회와 사회에 대해 비판적인 지식인으로 활약하였다.

### 행동하는 지식인
톨스토이는 자신이 옳다고 생각하는 내용은 몸으로 실천하는 지식인이어서, 귀족들의 방해로 폐교되기는 했지만 1860년 고향 툴라에서 농민학교를 운영하여, 부모의 강요로 아동노동을 하는 게 전부였던 농민의 자녀들이 학교에서 공부도 하고 재미있게 놀기도 하게 해주었다. 당시 부모들은 처음에는 일할 사람이 없어질 것을 걱정하여 자녀들이 학교에 가는 것을 싫어했지만, 톨스토이가 진심으로 농민들을 사랑한다는 것을 알고는 아이들을 기꺼이 학교에 보냈다. 농민학교는 자유로웠는데, 이는 자유로운 교육을 통해서 진짜 교육이 진행된다고 믿었기 때문이었다. 1871년에는 직접 교과서를 쓰기도 했는데, 농민과 귀족이 평등하게 교육받도록 한 내용 때문에 자기들보다 가난하고 배우지 못한 농민을 멸시하는 귀족들은 농민들과 평등한 교육을 받을 수 없다며 거센 반발을 일으켰지만, 자신들도 배울 수 있다는 사실에 감동한 농민들에게는 칭찬을 들었다.

### 기독교 신앙
톨스토이가 1894년에 저술한 <하나님 나라는 당신 안에 있다>에서 그는 "삶에서 가장 중요한 것은 하나님의 나라를 이루는 것을 돕는 일이다.
그리고 이는 우리 개개인의 진실에 대한 깨달음과 선포에 의해 이루어질 수 있다." 고했다. 이처럼 기독교 신앙은 그의 삶에 있어서 중요한 핵심이었다. 또한 그는 죽기 전 며칠 전인 1910년 11월 1일 자신의 딸 사샤에게 보내는 편지에 "하나님은 한계가 없으시다. 모든 사람들은 그를 부분적으로 이해할 뿐이다. 진리는 오직 하나님께만 존재한다..."고 말했다. (“God is the limitless All of which man realises himself to be a limited part. The truth exists only in God…”)
또한 그는 기독교의 영성은 하나님을 공경하고, 가난한 사람과 죄인들까지 모두 사랑하며, 폭력을 사용하지 말라는 복음서의 가르침을 따르는 것이라고 이해하였다. 실제로 그의 단편소설인 《사랑이 있는 곳에는 하나님도 있다》는 가난한 사람을 사랑하는 것이 그리스도를 사랑하는 것이라는 마태복음서 25장 40절의 가르침에 뿌리를 두고 있다. 또한 《불을 놓아두면 끄지 못한다》라는 단편소설은 폭력은 문제를 더 심하게 만들 뿐, 해결책이 되지 못한다는 사실을 말하고 있다. 또한 기독교 평화주의와 기독교 아나키즘의 대표적 인물이기도 하다. 톨스토이는 또한 그의 생애 마지막때 지공주의를 강력하게 지지한 것으로도 유명하다.  
그는 아르투어 쇼펜하우어의 <의지와 표상으로서의 세계>를 읽고 점차 금욕적 도덕론자로 변해 갔다.  <톨스토이 참회록>의 6장에서 그는 쇼펜하우어의 글을 인용하면서 완전한 자기 부인이야말로 상대적인 무익함을 야기할 수 있다라고 설명한다.    

### 극작가로서의 활동
톨스토이는 1850년대에 이미 이반 투르게네프나 알렉산드르 오스트롭스키의 영향을 받아 극작을 했다. 그러나 그의 이름을 근대 연극사에서 유명하게 한 것은 주로 <어둠의 힘>(1886), <교육의 열매>(1891), <산송장>(1911) 등의 작품이라 하겠다. <어둠의 힘>은 실화에 의거해 러시아 농민의 음산한 생활을 그린 것으로 자연주의 희곡으로 뛰어난 작품이며 러시아에서는 상연이 금지되어 프랑스에서 초연했다. <교육의 열매>는 시골 귀족의 무의미한 생활을 풍자한 것. <산송장>은 기독교적 자기 희생과 결혼법의 문제를 다룬 희곡으로 유럽에 커다란 반향을 일으켰다. 그리고 소설 <안나 카레니나>와 <부활>은 '모스크바 예술극단'이 각색, 상연한 바 있다.

## 톨스토이에게 영향을 준 서적들[3]
톨스토이는 그의 나이 63세였던 1891년에 자신에게 영향을 주었던 책들을 공개하였다.  

### 생후 14세까지
- 구약성경 창세기 중 요셉이야기
- 천일야화 중 40인의 도적
- 작은 검정 암탉 - 안토니 포고렐스키
- 빌리나 (11세기 - 16세기 러시아 영웅 서사시)
- 알렉산드르 푸시킨의 시: 나폴레옹

### 14세에서 20세
- 마태오의 복음서
- Stern's Sentimental Journey
- 고백록
- 에밀
- Nouvelle Héloise
- 예브게니 오네긴
- Die Rāuber
- 외투 (소설)
- 이반 이바노비치와 이반 니키포로비치가 싸운 이야기
- 넵스키 대로
- 비이
- 죽은 영혼
- 스포츠맨의 스케치
- 데이비드 코퍼필드 (소설)

### 20세에서 35세까지
- 헤르만과 도로테아
- 파리의 노트르담
- 오디세이아, 일리아스

### 35에서 50세까지
- 레 미제라블
- 조지 엘리엇의 소설

### 50세에서 63세까지
- 헬라어로 된 복음서
- 히브리어로 된 창세기
- 헨리조지의 진보와 빈곤
- 기독교의 본질
- 팡세
- 공자의 책
- 도덕경

## 평가
- 표도르 도스토옙스키는 톨스토이보다 30년 먼저 생을 마감하였으며 톨스토이의 작품에 경의를 표하며 매우 기뻐했다.
- 귀스타브 플로베르는 <전쟁과 평화>에 대해 " 매우 훌륭한 예술가이며 심리학자로다" 라며 극찬하였다.
- 안톤 체호프는 톨스토이를 직접 자주 방문하였으며 "문학계에 톨스토이가 있을 때 작가가 되는 것은 쉽고 즐거운 일이다. 당신이 비록 아무것도 성취하지 못했을지라도 전혀 걱정하지 말라. 왜냐하면 톨스토이가 문학에 투자했던 모든 희망과 열정을 정당화하기 때문이다." 라고 하였다.
- 아서 코난 도일은 "나는 그의 부지런함과 엄청난 자세함에 매혹되지만, 그의 구성의 느슨함에는 끌리지 않는다." 라고 비평하였다.
- 버지니아 울프는 톨스토이가 "모든 소설가 중에 가장 위대하다"라고 극찬하였다.
- 제임스 조이스는 "톨스토이는 전혀 무료하거나, 바보같거나, 지루하거나, 잘난 척하거나, 연기하는 척하지 않는다." 라고 극찬하였다.
- 토마스 만은 " 그는 순진무구한 예술가이며 자연과 같이 예술 작업을 하지 않는다"
- 블라디미르 나보코프는 <바보이반의 죽음>과 <안나 카레니나>는 극찬하였지만 <전쟁과 평화>의 명성은 의아해 했으며, <부활>은 차갑게 비판하였다.
- 해럴드 블룸은 <하지 무라트>야 말로 그의 개인적인 소설에서의 시금석으로 세상에서 가장 훌륭한 이야기라고 평하였다.

## 주요 저서

### 소설
- 전쟁과 평화
- 안나 카레니나
- 부활 (소설)
- 카자크인들
- 하지 무라트
- 바보 이반
- 이반 일리치의 죽음
- 사람은 무엇으로 사는가
- 사람에게는 얼마만큼의 땅이 필요한가

### 비소설
- 톨스토이 참회록

### 예술과 문학에 관하여
- 예술이란 무엇인가?

## 같이 보기
- 톨스토이 운동
- 헨리 데이비드 소로
- 전쟁과 평화 (2016년 드라마)